# Karta Sari
Karta Sari is een bestuurslaag in het regentschap Tulang Bawang Barat van de provincie Lampung, Indonesië. Karta Sari telt 2413 inwoners (volkstelling 2010).